# Ethnographisches Prinzip
Das ethnographische Prinzip ist ein statistisches  Verfahren zur Feststellung  des ungefähren Verlaufs der  imaginären geographischen  Trennlinie zwischen zwei anhand ethnischer Merkmale unterscheidbaren Bevölkerungsgruppen, deren Siedlungsgebiete benachbart sind. Beim  Auffinden der fiktiven Trennlinie dient als Entscheidungskriterium im Allgemeinen die Mehrheit der Muttersprache. Unterscheiden sich die beiden Muttersprachen diesseits und jenseits der Trennlinie durchweg vollständig, dann ist sie eine Sprachgrenze.
Nach dem Aufkommen der Nationalstaaten im 19. Jahrhundert wurde das ethnographische Prinzip in der westlichen Welt häufig angewandt, um Staatsgrenzen zu begründen oder neu festzulegen. Die Anwendung der Methode erfordert nach dem Völkerrecht in einem solchen Fall das mehrheitliche Einverständnis innerhalb jeder der beiden beteiligten Siedlungsgruppen, die ihre Grenzfragen klären möchten oder politisch dazu gezwungen sind. Das Verfahren führt meistens nicht auf Anhieb zu einem exakt vorherbestimmbaren und jederzeit exakt reproduzierbaren Grenzverlauf, sondern erfordert im Allgemeinen Nachbesserungen, die genaue Kenntnisse der lokalen historisch-soziologischen Entwicklungen in der Grenzregion voraussetzen.
Die Methode wurde in der Vergangenheit auch bemüht, um separatistischen politischen Bestrebungen einen Anschein von Legitimität zu verleihen, so unter anderem bei der Loslösung der mehrheitlich angloamerikanisch besiedelten Nordregion Mexikos, der späteren Südweststaaten der USA, vom Mutterland Mexiko im Verlauf des Amerikanisch-Mexikanischen Kriegs um die Mitte des 19. Jahrhunderts oder bei der Loslösung des Kosovo von Serbien in der jüngsten Vergangenheit. 
Nach dem Ersten Weltkrieg wurde das ethnographische Prinzip von den westlichen Siegermächten bei der Neufestlegung der Staatsgrenzen in Mitteleuropa in den Vordergrund gestellt. Im Zusammenhang mit den Bestimmungen des Versailler Vertrags wurde es  insbesondere von dem aus den Südstaaten stammenden amerikanischen Präsidenten und vormaligen Geschichtslehrer Woodrow Wilson propagiert. Das ethnographische Prinzip wird deshalb häufig mit seinem Namen in Verbindung gebracht, doch ist Wilson nicht dessen Erfinder. 
Das ethnographische Prinzip wird bei der Neudefinition von Staatsgrenzen im Allgemeinen nicht konsequent angewandt. Nach dem Ersten Weltkrieg wurde beispielsweise bei der Festlegung der deutsch-polnischen und der italienisch-österreichischen Staatsgrenzen dagegen verstoßen. Bei der Klärung von Grenzfragen berufen  sich Politiker im Allgemeinen nicht auf das ethnographische Prinzip allein, sondern sie lassen sich auch von  anderen  Motiven leiten. So hatte beispielsweise der nationalistische, dem Panslawismus nahestehende polnische Politiker Roman Dmowski sich 1915 damit einverstanden erklärt, die polnische Ostgrenze zu Russland mit Hilfe des ethnographischen Prinzips neu zu definieren, während er gleichzeitig die Anwendung desselben Verfahrens auf die Westgrenze ablehnte. Langfristig gesehen, haben sich Grenzen, die einmal mit Hilfe des ethnographischen Prinzips festgelegt worden waren, in der Geschichte  als politisch stabiler herausgestellt als nach Maßstäben der Machtpolitik willkürlich aufgezwungene Grenzen. So stimmt zum Beispiel die heutige Ostgrenze Polens weitgehend mit der 1919 von den Westalliierten  verkündeten sogenannten Curzon-Linie überein.